# Dansk Melodi Grand Prix
Dansk Melodi Grand Prix, også kendt som Melodi Grand Prix, er en dansk sangkonkurrence der afholdes årligt af Danmarks Radio.
Vinderen af konkurrencen repræsenterer Danmark til det europæiske melodigrandprix, Eurovision Song Contest (ESC).

## Historie
Den første udgave af Dansk Melodi Grand Prix blev afholdt i 1957. DR skulle have afholdt Dansk Melodi Grand Prix i 1956 hvor det første Eurovision også blev afholdt, men det blev ikke til noget, fordi DR meldte for sent til EBU, der står for Eurovision.
Danmark har vundet Eurovision tre gange:
- 1963 Grethe og Jørgen Ingmann i London med "Dansevise".
- 2000 Brødrene Olsen i Stockholm med "Fly on the Wings of Love", den engelske udgave af "Smuk som et stjerneskud".
- 2013 Emmelie de Forest i Malmø med "Only Teardrops".

Konkurrencen har været genstand for mange diskussioner. I 1967-1977 deltog Danmark ikke i Eurovision, og der var heller ikke en national udvælgelse. I 1968 blev der dog afholdt et særligt Melodi Grand Prix i HIllerødhallen, hvor Grethe Sønck vandt med nummeret "Du Ser Mig, Når Jeg Kommer". I 1994, 1998 og 2003 blev der heller ikke afholdt Dansk Melodi Grand Prix, fordi Danmark var for dårligt placeret i den europæiske konkurrence det foregående år.
I slut-nullerne var der et ønske fra seerne om at gøre Dansk Melodi Grand Prix større ved blandt andet at indføre semifinaler. Fra konkurrencen i 2007 valgte DR at indføre semifinaler, hvor Holstebro og Aalborg var værter for semifinalerne og Forum Horsens for finalen. Dette koncept fortsatte i 2008, hvor begge semifinaler blev afviklet i DR Byen i København, mens selve finalen blev sendt fra Forum Horsens.
Til Dansk Melodi Grand Prix 2009 valgte DR at droppe semifinaler og afholdt i stedet én finale med 10 deltagende sange, et format der har været i brug siden da. Af de 10 sange er seks af dem udvalgt i åben konkurrence, mens de sidste fire fremføres af solister; herudover deltager fire særligt udvalgte solister som DR har inviteret.
Indtil 2008 var Dansk Melodi Grand Prix kendetegnet ved at melodierne ikke måtte offentliggøres før Grand Prix'ets afvikling.

## Vindere
| År      | Sted | Sang (Dansk titel / International titel)                           | Kunstner(e)                        | Placering i ESC | Vært(er)                                                   | Dato             | Seertal   |
| ------- | --- | ------------------------------------------------------------------ | ---------------------------------- | --------------- | ---------------------------------------------------------- | ---------------- | --------- |
| 1957[A] | København (Radiohuset)                                                                                        | "Skibet skal sejle i nat"                                          | Gustav Winckler og Birthe Wilke    | 3               | Volmer Sørensen                                            | 17. februar 1957 |           |
| 1958    | København (Radiohuset)                                                                                        | "Jeg rev et blad ud af min dagbog"                                 | Rachel Rastenni                    | 8               | Volmer Sørensen                                            | 16. februar 1958 |           |
| 1959    | København (Radiohuset)                                                                                        | "Uh – Jeg ville ønske jeg var dig"                                 | Birthe Wilke                       | 5               | Volmer Sørensen                                            | 11. februar 1959 |           |
| 1960    | København (Radiohuset)                                                                                        | "Det var en yndig tid"                                             | Katy Bødtger                       | 10              | Volmer Sørensen                                            | 4. marts 1960    |           |
| 1961    | Fredericia (Fredericia Teater)                                                                                | "Angelique"                                                        | Dario Campeotto                    | 5               | Volmer Sørensen                                            | 19. februar 1961 |           |
| 1962    | København (Tivolis Koncertsal)                                                                                | "Vuggevise"                                                        | Ellen Winther                      | 10              | Svend Pedersen                                             | 9. februar 1962  |           |
| 1963    | København (Tivolis Koncertsal)                                                                                | "Dansevise"                                                        | Grethe og Jørgen Ingmann           | 1               | Mariane Birkelund                                          | 24. februar 1963 |           |
| 1964    | København (Tivolis Koncertsal)                                                                                | "Sangen om dig"                                                    | Bjørn Tidmand                      | 9               | Bent Fabricius-Bjerre                                      | 15. februar 1964 |           |
| 1965    | Lukket konkurrence                                                                                            | "For din skyld"                                                    | Birgit Brüel                       | 7               | Ingen værter                                               | 18. februar 1965 |           |
| 1966    | København (Tivolis Koncertsal)                                                                                | "Stop, mens legen er god"                                          | Ulla Pia                           | 14              | Anette Faaborg                                             | 6. februar 1966  |           |
| 1978    | København (Tivolis Koncertsal)                                                                                | "Boom Boom"                                                        | Mabel                              | 16              | Jørgen de Mylius                                           | 25. februar 1978 |           |
| 1979    | Søborg (TV-Byen)                                                                                              | "Disco Tango"                                                      | Tommy Seebach                      | 6               | Jørgen de Mylius og Erling Bundgaard                       | 3. februar 1979  |           |
| 1980    | København (Falkoner Centret)                                                                                  | "Tænker altid på dig"                                              | Bamses Venner                      | 14              | Jørgen de Mylius                                           | 29. marts 1980   |           |
| 1981    | København (Valencia)                                                                                          | "Krøller eller ej"                                                 | Tommy Seebach og Debbie Cameron    | 11              | Jørgen de Mylius, Jarl Friis-Mikkelsen og Erling Bundgaard | 28. februar 1981 |           |
| 1982    | Søborg (TV-Byen)                                                                                              | "Video video"                                                      | Brixx                              | 17              | Jørgen de Mylius                                           | 13. marts 1982   |           |
| 1983    | Søborg (TV-Byen)                                                                                              | "Kloden drejer"                                                    | Gry Johansen                       | 17              | Jørgen de Mylius                                           | 5. marts 1983    |           |
| 1984    | Søborg (TV-Byen)                                                                                              | "Det' lige dét"                                                    | Kirsten & Søren                    | 4               | Jørgen de Mylius                                           | 18. februar 1984 |           |
| 1985    | Lyngby (ASA Studier)                                                                                          | "Sku' du spørg' fra no'en?"                                        | Hot Eyes                           | 11              | Jørgen de Mylius                                           | 9. marts 1985    |           |
| 1986    | Søborg (TV-Byen)                                                                                              | "Du er fuld af løgn"                                               | Trax (John Hatting og Lise Haavik) | 6               | Jørgen de Mylius                                           | 22. februar 1986 |           |
| 1987    | København (Tivolis Koncertsal)                                                                                | "En lille melodi"                                                  | Anne-Cathrine Herdorff             | 5               | Jørgen de Mylius                                           | 28. februar 1987 |           |
| 1988    | Søborg (TV-Byen)                                                                                              | "Ka' du se hva' jeg sa'"                                           | Hot Eyes                           | 3               | Jørgen de Mylius                                           | 27. februar 1988 |           |
| 1989    | København (Bella Center)                                                                                      | "Vi maler byen rød"                                                | Birthe Kjær                        | 3               | Jarl Friis-Mikkelsen og De Nattergale                      | 25. marts 1989   |           |
| 1990    | København (Tivolis Koncertsal)                                                                                | "Hallo hallo"                                                      | Lonnie Devantier                   | 8               | Birthe Kjær , Dario Campeotto og Zita Boye-Møller          | 24. marts 1990   |           |
| 1991    | Århus (Musikhuset)                                                                                            | "Lige der hvor hjertet slår"                                       | Anders Frandsen                    | 19              | Mek Pek og Camilla Miehe-Renard                            | 16. marts 1991   |           |
| 1992    | Aalborg (Aalborghallen)                                                                                       | "Alt det, som ingen ser"                                           | Kenny Lübcke og Lotte Nilsson      | 12              | Anne Herdorf og Anders Frandsen                            | 29. februar 1992 | 2.506.000 |
| 1993    | Odense (Odense Congress Center)                                                                               | "Under stjernerne på himlen"                                       | Tommy Seebach                      | 22              | Keld Heick og Kirsten Siggaard                             | 3. april 1993    |           |
| 1995    | Søborg (TV-Byen)                                                                                              | "Fra Mols til Skagen"                                              | Aud Wilken                         | 5               | Gry de la Cour og Sidsel Agensø                            | 25. marts 1995   |           |
| 1996[B] | Søborg (TV-Byen)                                                                                              | "Kun med dig"                                                      | Dorthe Andersen og Martin Loft     | (25 i semi)     | Hans Otto Bisgaard                                         | 9. marts 1996    |           |
| 1997    | Søborg (TV-Byen)                                                                                              | "Stemmen i mit liv"                                                | Kølig Kaj                          | 16              | Hans Otto Bisgaard                                         | 1. marts 1997    |           |
| 1999    | Søborg (TV-Byen)                                                                                              | "Denne gang" / "This Time I Mean It"                               | Trine Jepsen og Michael Teschl     | 8               | Keld Heick                                                 | 13. marts 1999   | 1.384.000 |
| 2000    | København (Cirkusbygningen)                                                                                   | "Smuk som et stjerneskud" / "Fly on the Wings of Love"             | Brødrene Olsen                     | 1               | Michael Carøe og Natasja Crone                             | 19. februar 2000 | 1.356.000 |
| 2001    | Herning (Messecenter Herning)                                                                                 | "Der står et billed' af dig på mit bord" / "Never Ever Let You Go" | Rollo & King (med Signe Svendsen)  | 2               | Keld Heick                                                 | 17. februar 2001 | 1.998.000 |
| 2002    | København (Cirkusbygningen)                                                                                   | "Vis mig, hvem du er" / "Tell Me Who You Are"                      | Malene Winther-Mortensen           | 24              | Michael Carøe og Signe Svendsen                            | 9. februar 2002  | 2.082.000 |
| 2004    | Århus (Atletion)                                                                                              | "Sig det' løgn" / "Shame on You"                                   | Tomas Thordarson                   | (13 i semi)     | Peter Mygind og Natasja Crone                              | 7. februar 2004  | 1.779.000 |
| 2005    | Horsens (Forum Horsens)                                                                                       | "Tænder på dig" / "Talking to You"                                 | Jakob Sveistrup                    | 9               | Birthe Kjær og Jarl Friis-Mikkelsen                        | 12. februar 2005 | 1.918.000 |
| 2006    | Aalborg (Gigantium)                                                                                           | "Twist of Love"                                                    | Sidsel Ben Semmane                 | 18              | Adam Duvå Hall og Mads Vangsø                              | 11. februar 2006 | 1.652.000 |
| 2007    | Holstebro (Musikteatret Holstebro) – 1.semi Aalborg (Aalborghallen) – 2.semi Horsens (Forum Horsens) – finale | "Drama Queen"                                                      | DQ                                 | (19 i semi)     | Adam Duvå Hall og Camilla Ottesen                          | 10. februar 2007 | 1.492.000 |
| 2008    | København (DR Byen) – 1.semi København (DR Byen) – 2.semi Horsens (Forum Horsens) – finale                    | "All Night Long"                                                   | Simon Mathew                       | 15              | Adam Duvå Hall og Camilla Ottesen                          | 2. februar 2008  | 1.308.000 |
| 2009    | Herning (Messecenter Herning)                                                                                 | "Believe Again"                                                    | Brinck                             | 13              | Felix Smith og Birthe Kjær                                 | 31. januar 2009  | 1.717.000 |
| 2010    | Aalborg (Gigantium)                                                                                           | "In a Moment Like This"                                            | Chanée & N'evergreen               | 4               | Felix Smith og Julie Berthelsen                            | 6. februar 2010  | 1.864.000 |
| 2011    | Ballerup (Ballerup Super Arena)                                                                               | "New Tomorrow"                                                     | A Friend in London                 | 5               | Felix Smith og Lise Rønne                                  | 26. februar 2011 | 1.661.000 |
| 2012    | Aalborg (Gigantium)                                                                                           | "Should've Known Better"                                           | Soluna Samay                       | 23              | Louise Wolff og Emil Thorup                                | 21. januar 2012  | 1.506.000 |
| 2013    | Herning (Jyske Bank Boxen)                                                                                    | "Only Teardrops"                                                   | Emmelie de Forest                  | 1               | Louise Wolff, Lise Rønne og Sofie Lassen-Kahlke            | 26. januar 2013  | 1.704.000 |
| 2014    | Odense (Arena Fyn)                                                                                            | "Cliche Love Song"                                                 | Basim                              | 9               | Louise Wolff og Jacob Riising                              | 8. marts 2014    | 1.785.000 |
| 2015    | Aalborg (Gigantium)                                                                                           | "The Way You Are"                                                  | Anti Social Media                  | (13 i semi)     | Esben Bjerre og Jacob Riising                              | 7. februar 2015  | 1.672.000 |
| 2016    | Horsens (Forum Horsens)                                                                                       | Soldiers of Love                                                   | Lighthouse X                       | (17 i semi)     | Jacob Riising, Annette Heick & Hilda Heick                 | 13. februar 2016 | 1.563.000 |
| 2017    | Herning (Jyske Bank Boxen)                                                                                    | "Where I Am"                                                       | Anja Nissen                        | 20              | Johannes Nymark og Annette Heick                           | 25. februar 2017 | 1.443.000 |
| 2018    | Aalborg (Gigantium)                                                                                           | "Higher Ground"                                                    | Rasmussen                          | 9               | Johannes Nymark og Annette Heick                           | 10. februar 2018 | 1.383.000 |
| 2019    | Herning (Jyske Bank Boxen)                                                                                    | "Love is Forever"                                                  | Leonora                            | 12              | Johannes Nymark & Kristian Gintberg                        | 23. februar 2019 | 1.297.000 |
| 2020    | København (Royal Arena)                                                                                       | "Yes"                                                              | Ben & Tan                          | —               | Rasmus Bjerg & Hella Joof                                  | 7. marts 2020    | 1.194.000 |
| 2021    | København (DR Byen)                                                                                           | "Øve os på hinanden"                                               | Fyr Og Flamme                      | (11 i semi)     | Tina Müller & Martin Brygmann                              | 6. marts 2021    | 1.532.000 |
| 2022    | Herning (Jyske Bank Boxen)                                                                                    | “The Show”                                                         | Reddi                              | (13 i semi)     | Tina Müller & Martin Brygmann                              | 5. marts 2022    | 985.000   |
| 2023    | Næstved (Arena Næstved)                                                                                       | ”Breaking my heart”                                                | Reiley                             | (14 i semi)     | Tina Müller & Heino Hansen                                 | 11. februar 2023 | 939.000   |
| 2024    | København (DR Koncerthuset)                                                                                   | "Sand"                                                             | Saba                               | (12 i semi)     | Stéphanie Surrugue & Sara Bro                              | 17. februar 2024 | 966.000   |
| 2025    | Herning (Jyske Bank Boxen)                                                                                    | "Hallucination"                                                    | Sissal                             | 23              | Stéphanie Surrugue & Sara Bro                              | 1. marts 2025    | 810.000   |
| 2026    | Frederikshavn (Arena Nord)                                                                                    |                                                                    |                                    | TBA             |                                                            | 14. Februar 2026 |           |

Noter
- A↑ Den første Grand Prix-vinder, "Skibet skal sejle i nat", havde været brugt som underlægningsmusik i filmen Den store gavtyv fra 1956, men i 1957 var der ingen regler om, at Melodi Grand Prix-sangene ikke måtte have været fremført tidligere.
- B↑ "Kun med dig" kom ikke med i Eurovisionens Grand Prix i 1996. Der blev det år afholdt en intern præselektion der ikke blev tv-transmitteret, hvor den danske melodi blev sorteret fra. Sangen, som er skrevet af Jascha Richter fra Michael Learns to Rock (MLTR), blev i stedet udgivet af MLTR på engelsk under titlen "Paint My Love" på albummet Nothing to Lose (1997).

Forud for konkurrencen havde 30 lande meldt sig som interesserede i at deltage, derfor lavede man en udvælgelse. Denne bestod af 29 sange, da værtslandet var sikret en plads. Dommere fra de 29 lande skulle så lave en hemmelig afstemning, hvor de 22 bedste gik videre. Under denne afstemning havde dommerne kun hørt, men ikke set deltagerne. Dette viste sig at være særdeles upopulært og det var da også den eneste gang man brugte denne metode. Resultatet af afstemningen var mildest talt overraskende, især med det faktum at Tyskland var dømt ude. Dette var første og indtil nu eneste gang det er sket. Også Danmark, Israel, Rusland, Ungarn og Rumænien fik ikke adgangsbillet. Desuden havde Makedonien ønsket at debutere, men fik altså heller stemmer nok til dette.